# Hyundai Reina

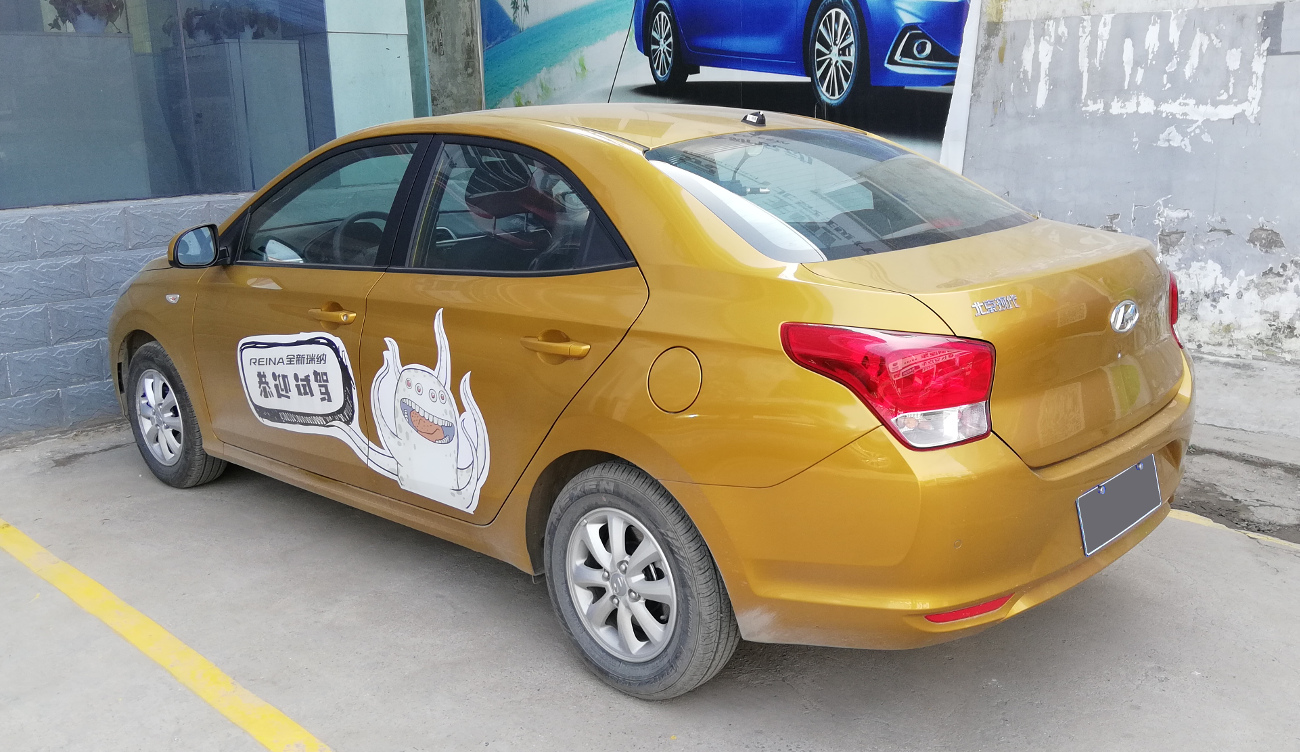
Heckansicht

Der Hyundai Reina ist eine Limousine der Beijing Hyundai Motor Company, die als Hyundai vermarktet wurde.

## Geschichte
Vorgestellt wurde das Fahrzeug im Juni 2017 auf der Chongqing Auto Show. Ab September 2017 wurde es in China verkauft. Die technische Basis teilt sich der Wagen mit dem ebenfalls 2017 eingeführten Kia Pegas. Er ist das erste in Chongqing gebaute Modell von Hyundai. Der Begriff „Reina“ kommt aus dem Spanischen und bedeutet übersetzt „Königin“.

## Technische Daten
Angetrieben wird der Reina von einem 1,4-Liter-Ottomotor mit 70 kW (95 PS). Serienmäßig hat er ein 5-Gang-Schaltgetriebe, gegen Aufpreis war ein 4-Stufen-Automatikgetriebe erhältlich.
| Kenngrößen                                  | 1.4                          |
| Bauzeitraum                                 | 09/2017–12/2021              |
| Motorkenndaten                              |                              |
| Motortyp                                    | R4-Ottomotor                 |
| Motoraufladung                              | —                            |
| Hubraum                                     | 1368 cm³                     |
| max. Leistung                               | 70 kW (95 PS) bei 6000/min   |
| max. Drehmoment                             | 132 Nm bei 4000/min          |
| Kraftübertragung                            |                              |
| Antrieb, serienmäßig                        | Vorderradantrieb             |
| Getriebe, serienmäßig                       | 5-Gang-Schaltgetriebe        |
| Getriebe, optional                          | (4-Stufen-Automatikgetriebe) |
| Messwerte                                   |                              |
| Höchstgeschwindigkeit                       | 170 km/h                     |
| Beschleunigung, 0–100 km/h                  | k. A.                        |
| Kraftstoffverbrauch auf 100 km (kombiniert) | 5,1 l Super (5,5 l Super)    |
| Tankinhalt                                  | 43 l                         |

* Werte in runden Klammern gelten für Modelle mit optionalem Getriebe.